# بت عین

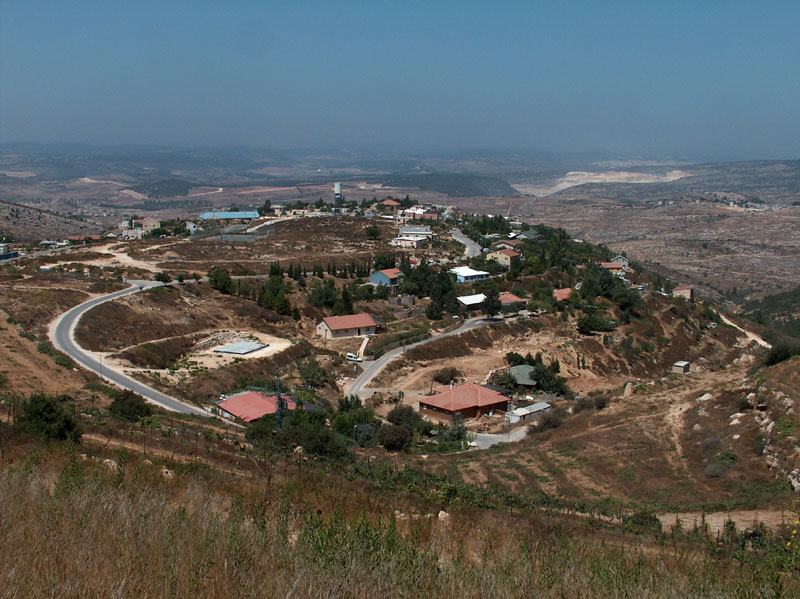
تصویری از آبادی اسرائیلی بت عین.

بَت عین (به عبری: בת עין) نام یک آبادی یهودی‌نشین در کرانه باختری رود اردن است که در فاصله ۲۰ کیلومتری از جنوب اورشلیم قرار دارد.
اهالی آبادی بت عین از یهودیان مذهبی هستند و حاضر نشده‌اند تا دور آبادی آن‌ها جداره محافظ الکترونیکی برای جلوگیری از حملات ساکنان آبادی‌های عرب‌نشین مجاور کشیده شود.

## حملات تروریستی
در یک حملهٔ تروریستی در تاریخ ۲ آوریل ۲۰۰۹ میلادی، یک تروریست فلسطینی با حمله به یک اسرائیلی در خیابان، وی را به وسیلهٔ تبر به وضع فجیعی به قتل رساند و یک کودک ۷ ساله را نیز با تبر زخمی ساخت و سپس متواری شد. سازمان جهاد اسلامی فلسطین مسئولیت این حملهٔ را به عهده گرفت.